# Judith (pièce de théâtre)
Pour les articles homonymes, voir Judith.
Judith est une pièce de théâtre en trois actes de Jean Giraudoux créée le 5 novembre 1931 au théâtre Pigalle dans une mise en scène de Louis Jouvet.

## Résumé
La pièce est une adaptation libre de l'histoire de Judith de la Bible.  Alors que les armées du général Holopherne assiègent la ville, les habitants par la voix des prophètes demandent à Judith de tuer le général. Judith se rend dans sa tente, le séduit et le tue en le décapitant. Dans la version de Jean Giraudoux, Judith accomplit sa mission, mais tombe aussi amoureuse d'Holopherne. 

## Distribution de la création
- Rachel Berendt : Judith
- Jean Boudréau : Otta
- Juliette Boyer : Lia
- Alexandre Fabry : Joseph
- Samson Fainsilber : Jean
- Line Noro : Suzanne
- Mise en scène : Louis Jouvet
- Décors : René Moulaert
- Costumes : Jeanne Lanvin

## Réception
La pièce eut peu de succès à sa sortie et quitta l'affiche après 45 représentations. Dix ans plus tard, Louis Jouvet déclarait : « C'est une pièce qui ne marche pas. J'ai cherché. Je n'ai pas encore trouvé par où elle pèche ».